# Greatest Hits (álbum de Good Charlotte)
Greatest Hits es un álbum compilatorio por la banda americana de pop punk Good Charlotte. El álbum fue lanzado el 5 de noviembre, a través del sello discográfico de la banda, Sony Music, sin involucrar a la banda, sólo una compilación de los 16 sencillos de los primeros 4 álbumes de la banda, desde sus años firmado con Sony Music/Epic Records, antes de firmar con Capitol Records en el 2010, al lanzamiento de su último álbum Cardiology.

## Lista de canciones
| CD  |                                                   |                                     |          |  |
| N.º | Título                                            | Escritor(es)                        | Duración |  |
| 1.  | «Little Things»                                   | Benji Madden, Joel Madden           | 3:23     |  |
| 2.  | «The Motivation Proclamation»                     | B. Madden, J. Madden                | 3:36     |  |
| 3.  | «Festival Song»                                   | B. Madden, J. Madden                | 3:00     |  |
| 4.  | «Lifestyles of the Rich & Famous»                 | B. Madden, J. Madden, Tim Armstrong | 3:10     |  |
| 5.  | «The Anthem»                                      | B. Madden, J. Madden                | 2:55     |  |
| 6.  | «Girls & Boys»                                    | B. Madden, J. Madden                | 3:01     |  |
| 7.  | «The Young And The Hopeless»                      | B. Madden, J. Madden                | 3:32     |  |
| 8.  | «Hold On»                                         | B. Madden, J. Madden                | 4:09     |  |
| 9.  | «Predictable»                                     | B. Madden, J. Madden                | 3:11     |  |
| 10. | «I Just Wanna Live»                               | B. Madden, J. Madden                | 2:46     |  |
| 11. | «The Chronicles of Life and Death»                | B. Madden, J. Madden                | 3:03     |  |
| 12. | «We Believe»                                      | B. Madden, J. Madden                | 3:51     |  |
| 13. | «The River (con M. Shadows y Synyster Gates)»     | B. Madden, J. Madden                | 3:16     |  |
| 14. | «Keep Your Hands off My Girl»                     | B. Madden, J. Madden                | 3:25     |  |
| 15. | «Dance Floor Anthem (I Don't Want to Be in Love)» | B. Madden, J. Madden, Don Gilmore   | 4:04     |  |
| 16. | «Misery»                                          | B. Madden, J. Madden, Don Gilmore   | 3:49     |  |

## Personal
- Joel Madden – voz principal
- Benji Madden – guitarra solista y rítmica, coros
- Billy Martin – guitarra rítmica y solista, teclados, coros
- Paul Thomas – bajo
- Aaron Escolopio – batería, percusión (temas 1, 2, 3)
- Josh Freese – batería, percusión (temas 4, 5, 6, 7, 8)
- Chris Wilson – batería, percusión (temas 9, 10, 11, 12)
- Dean Butterworth – batería, percusión (temas 13, 14, 15, 16)

### Músicos adicionales
- M. Shadows – voz en «The River»
- Synyster Gates – guitarra principal y solo de guitarra en «The River»

### Producción
- Don Gilmore en las pistas 1, 2, 3, 13, 14, 15, 16
- Eric Valentine en las pistas 4, 6, 7, 8, 9, 10, 11, 12
- John Feldmann en pista 5
- Jay Orpin en pista 10